# Razakars (Paquistão)
Razakar (em urdu:  رضا کار‎, literalmente "voluntário"; em bengali:  রাজাকার) foi uma força paramilitar do Paquistão Oriental organizada pelo General Tikka Khan no então Paquistão Oriental, agora chamado Bangladesh, durante a Guerra de Libertação de Bangladesh em 1971. 

## Etimologia e terminologia
Razakar é um termo persa que significa voluntário. O governo de Bangladesh denota todos os colaboradores das forças paquistanesas como Razakar. Isso inclui líderes do Jamaat-e-Islami Bangladesh, membros do Comitê Central de Paz do Paquistão Oriental e até mesmo o Rei Chakma Maharaja Tridev Roy.
No Bangladesh atual, razakar é usado como um termo pejorativo que significa "traidor" ou Judas.

## História e organização
Em junho de 1971, os Ansar foram dissolvidos e reconstituídos como os Razakars. Inicialmente, eram controlados pelo Comitê Shanti, que foi formado por vários líderes pró-paquistaneses, incluindo Nurul Amin e Khwaja Khairuddin.  O jornalista bangladechiano Shahriar Kabir alega que os primeiros recrutas foram 96 membros do partido Jamaat-e-Islami, que começaram o treinamento em um acampamento Ansar na Estrada Khan Jahan Ali, Khulna.
A Portaria Razakars do Paquistão Oriental foi promulgada em 2 de agosto de 1971 pelo Governador do Paquistão Oriental, Tenente-General Tikka Khan. A Portaria estipulou a criação de uma força voluntária a ser treinada e equipada pelo Governo Provincial. Em seguida, foram reorganizados como membros do exército do Paquistão através de um decreto do Ministério da Defesa promulgado em 7 de setembro de 1971. A força Razakar foi colocada sob o comando do Major General Mohammed Jamshed. O comando organizacional do Razakar foi dado a Abdur Rahim.
A força Razakar foi organizada em brigadas de cerca de 3.000 a 4.000 voluntários, principalmente armados com armas de infantaria ligeira fornecidas pelo Exército do Paquistão. Cada Brigada Razakar foi anexada como auxiliar a duas Brigadas do Exército Regular do Paquistão, e sua principal função era prender e deter suspeitos nacionalistas bengalis. Os suspeitos eram torturados durante a custódia e mortos.  Os Razakars foram treinados pelo Exército do Paquistão. 
Os Razakars foram pagos pelo Exército do Paquistão e pelo Governo Provincial. Os principais apoiadores de um Paquistão unido instaram o General Yahya Khan a aumentar o número de Razakars e a dar-lhes mais armas para estender suas atividades no Paquistão Oriental. Eles foram aconselhados a "erradicar os secessionistas, antissocialistas e naxalitas". 
No final de 1971, um número crescente de Razakars estava desertando, à medida que o fim da guerra se aproximava e Bangladesh caminhava em direção à independência.

## Crimes de guerra
Durante a guerra, o Exército Paquistanês cometeu genocídio contra a população. As milícias Razakar apoiaram ativamente seus assassinatos de cerca de 3.000.000 de pessoas. Eles operavam campos de concentração e usavam estupro como arma de guerra.
As forças Razakar violaram as Convenções de Guerra de Genebra ao participar de vários massacres de civis. 
O massacre de Dakra foi um exemplo de um desses massacres, onde 646 hindus bengalis foram mortos.

## Dissolução
Após a rendição das tropas do Paquistão Oriental em 16 de dezembro de 1971 e a proclamação da independência de Bangladesh, as unidades Razakar foram dissolvidas. O partido Jamaat foi banido, pois se opôs à independência. Muitos Razakars importantes fugiram para o Paquistão (anteriormente Paquistão Ocidental).

## Nota
- Este artigo foi inicialmente traduzido, total ou parcialmente, do artigo da Wikipédia em inglês cujo título é «Razakars (Pakistan)».